# PGC 12769
LEDA/PGC 12769 (auch NGC 1316C) ist eine linsenförmige Galaxie vom Hubble-Typ S0 im Sternbild Fornax am Südsternhimmel. Sie ist schätzungsweise 75 Millionen Lichtjahre von der Milchstraße entfernt und hat einen Durchmesser von etwa 35.000 Lichtjahren. Unter der Katalognummer FCC 33 wird sie als Mitglied des Fornax-Galaxienhaufens gelistet.

Im selben Himmelsareal befinden sich u. a. die Galaxien NGC 1316, NGC 1317 und NGC 1326.